# Formación Djadochta

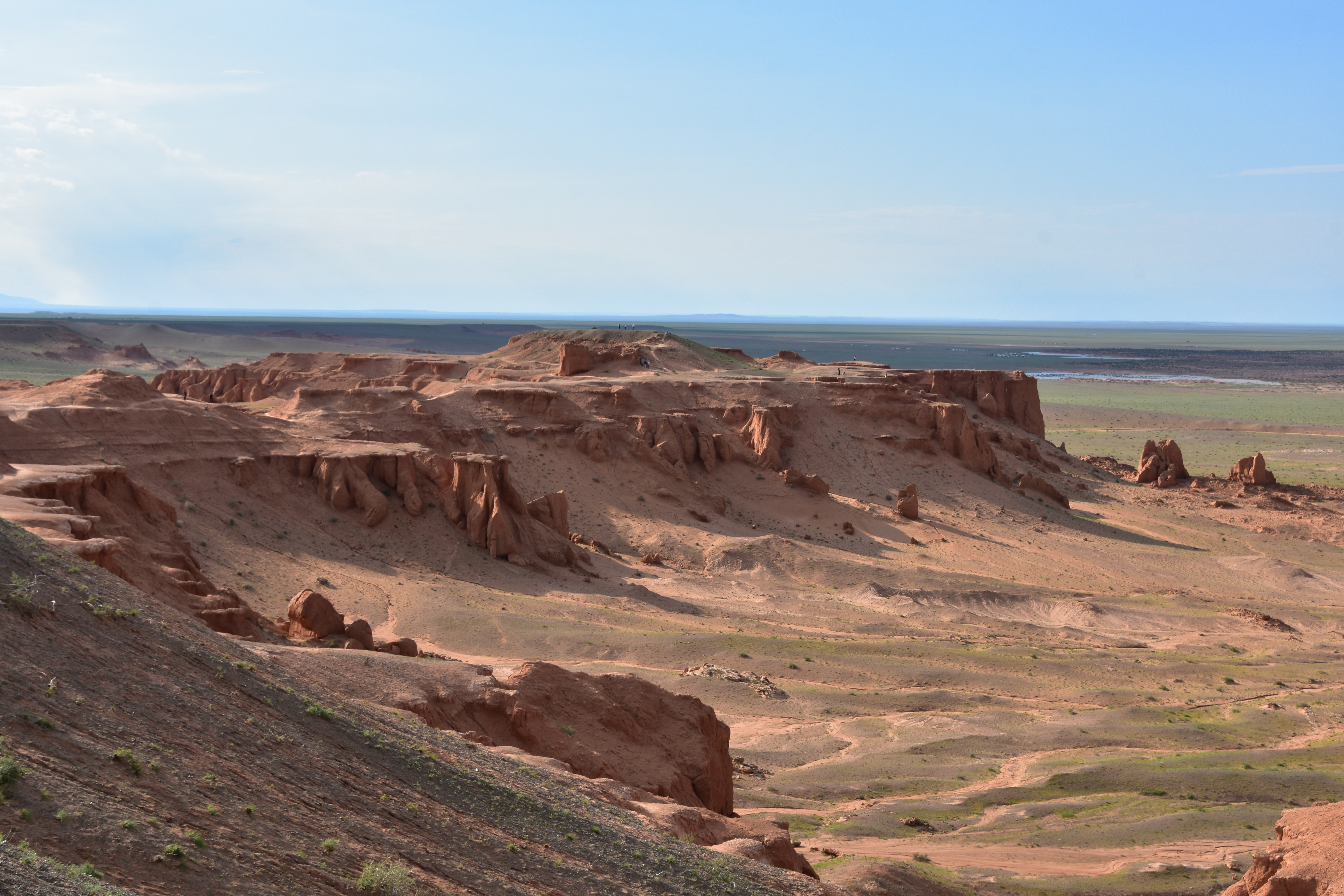
Desierto de Gobi, Mongolia.

La Formación de Djadochta (a veces escrita Djadokhta) está situada en Asia central (desierto de Gobi) y data de finales del período Cretácico. Preserva un hábitat de dunas de arena.
Muy notable de descubrimientos fósiles como esqueletos y huevos de dinosaurios. Comunes son los hallazgos de Protoceratops, Velociraptor y Pinacosaurus.